# Улица Мелик-Карамова (Сургут)
Улица Мелик-Карамова — улица в Сургуте.

## История
Прежнее название улицы — Центральная.
В 1975 году, когда отмечался первый юбилей (десятилетие) Сургута, улица была переименована в честь первооткрывателя сургутской нефти — знатного бурового мастера Николая Борисовича Мелик-Карамова.

## Современное состояние
Одна из самых длинных улиц Сургута.
На улице находятся памятник мужеству рыбаков в годы Великой Отечественной войны, памятник первым комсомольцам и православный Храм Преображения Господня.
Вдоль улицы расположен сквер Геологов-первопроходцев.
На улице, наряду с современными домами-новостройками, сохранились и дома — образцы старой деревянной застройки.

## Интересные факты
В доме № 92 по улице Центральной жил сам Н. Б. Мелик-Карамов. В настоящее время принято решение об установке на доме мемориальной доски в его честь (доска имелась и ранее, однако во время реконструкции дома была демонтирована).